# Lav iris
Lav Iris (Iris pumila) er en lav staude med krybende, overfladenære jordstængler og lav, kompakt vækst. Bladene er lyst grågrønne, og blomsterne er oftest blåviolette. Planten dyrkes ofte i stenbede eller andre tørkeprægede bede.

## Beskrivelse
Lav Iris er en flerårig, urteagtig plante med en lav, opret og bestanddannende vækst. Stænglen er ganske kort og bærer næsten altid kun én blomst. Bladene er sværdformede med en skarp, næsten stikkende spids, hel rand og parallelle til buede ribber. Begge bladsider er grågrønne og overtrukket med en tynd dug af voks. De to højblade er lancetformede og ligeledes grågrønne. Blomsterne er 3-tallige og uregelmæssige. De er endestillede og ustilkede med blosterblade, der oftest er blåviolette (eller sjældnere lyserøde, hvide eller gule). Frugterne er kapsler med mange frø.
Rodsystemet består af en højtliggende, vandret krybende jordstængel og dybtgående trævlerødder.
Højde x bredde og årlig tilvækst: 0,15 x 0,25 m (15 x 3 cm/år).

## Hjemsted
Lav Iris har sin naturlige udbredelse på stepperne i Burgenland (Østrig), Slovakiet, Ungarn, Ukraine, Balkanlandene, Kaukasus og Sibirien. Desuden er planten naturaliseret mange steder med tilsvarende jordbunds- og klimaforhold.
Ved Neusiedler See i det nordøstlige Burgenland, Østrig, findes arten i tørre, steppeagtige græssamfund sammen med bl.a. Fjergræs, Bibernelle, Convolvulus cantabrica (en art af Snerle), Cypres-Vortemælk, Fjeld-Knopnellike, Glat Rottehale, Grenet Edderkopurt, Jord-Star, Linum tenuifolium (en art af Hør), Mark-Bynke, Ononis pusilla (en art af Krageklo), Plettet Knopurt, Pulsatilla grandis (en art af Kobjælde), Sibirisk Klokke, Sten-Ærenpris og Sværd-Alant

## NB
De planter, der forhandles under artsnavnet "Iris pumila" er i de fleste tilfælde sorter af hybridgruppen Iris barbata-nana, som er fremavlet på grundlag af Dværg-Iris (Iris lutescens).
| Portal | Portal:Botanik |

## Fodnoter
1. ↑  annonaceae.org: Pannonian dry vegetation along the margin of the eastern Alps S of Vienna (engelsk)
2. ↑  M.A. Fischer, K. Oswald og W. Adler: Exkursionsflora für Österreich, Liechtenstein und Südtirol, 3. opl., 2008, ISBN 978-3-85474-187-9